# Inmigración bielorrusa en Argentina
La inmigración bielorrusa en Argentina es el movimiento migratorio proveniente de Bielorrusia en Argentina, aunque algunos de ellos al formar parte de la Unión Soviética, han sido registrados rusos, ya que (hasta antes del desmembramiento de la Unión) emigraban con pasaporte ruso.
En la actualidad se estiman entre unos 4100 y 7000 bielorrusos residentes en Argentina. La embajada de Venezuela en Bielorrusia incluye a Argentina entre los países donde residen mayor número de descendientes bielorrusos.

## Historia

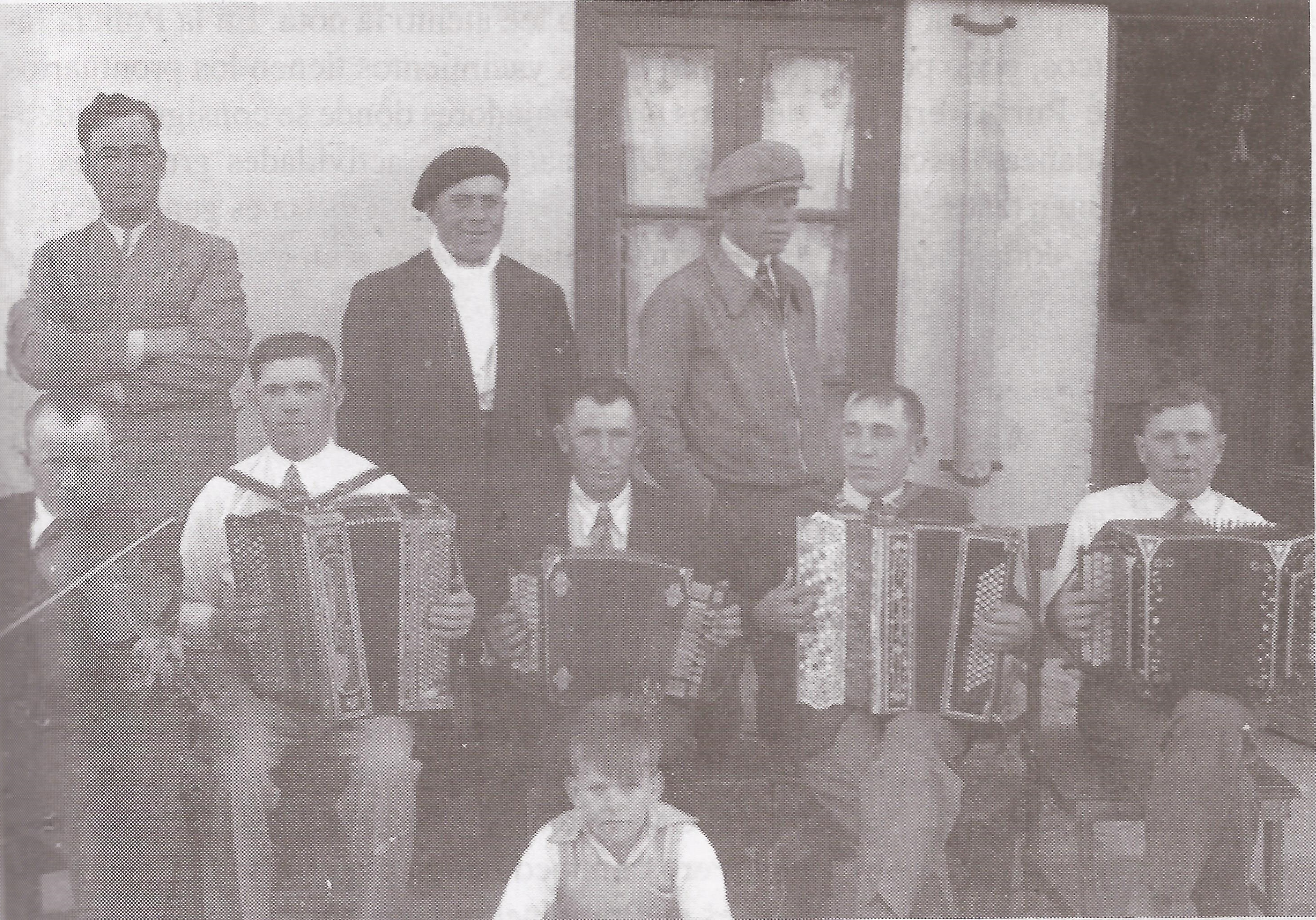
Conjunto musical de obreros bielorrusos-soviéticos en Comodoro Rivadavia, provincia del Chubut, en los años 1930.

La primera diáspora bielorrusa en Argentina apareció en la primera mitad del siglo XX. Solía ser una de las más numerosas de las diásporas de Bielorrusia en el extranjero, contando entre 10 y 20 mil personas. Casi todos los inmigrantes bielorrusos de la época llegaron a Argentina desde el oeste del país, ocupado por Polonia tras la Primera Guerra Mundial. Al contrario que en otros países occidentales, las organizaciones de Bielorrusia en Argentina eran prosoviéticas y cayeron bajo la influencia de la embajada soviética. Hubo una ola de repatriación a la RSS de Bielorrusia en 1956.
En 1961 un grupo de varias familias de rusos blancos (bielorrusos) pertenecientes a una rama de la Iglesia Ortodoxa Rusa llamada De la vieja Fe se instalaron en la provincia de Río Negro.

## Actividades

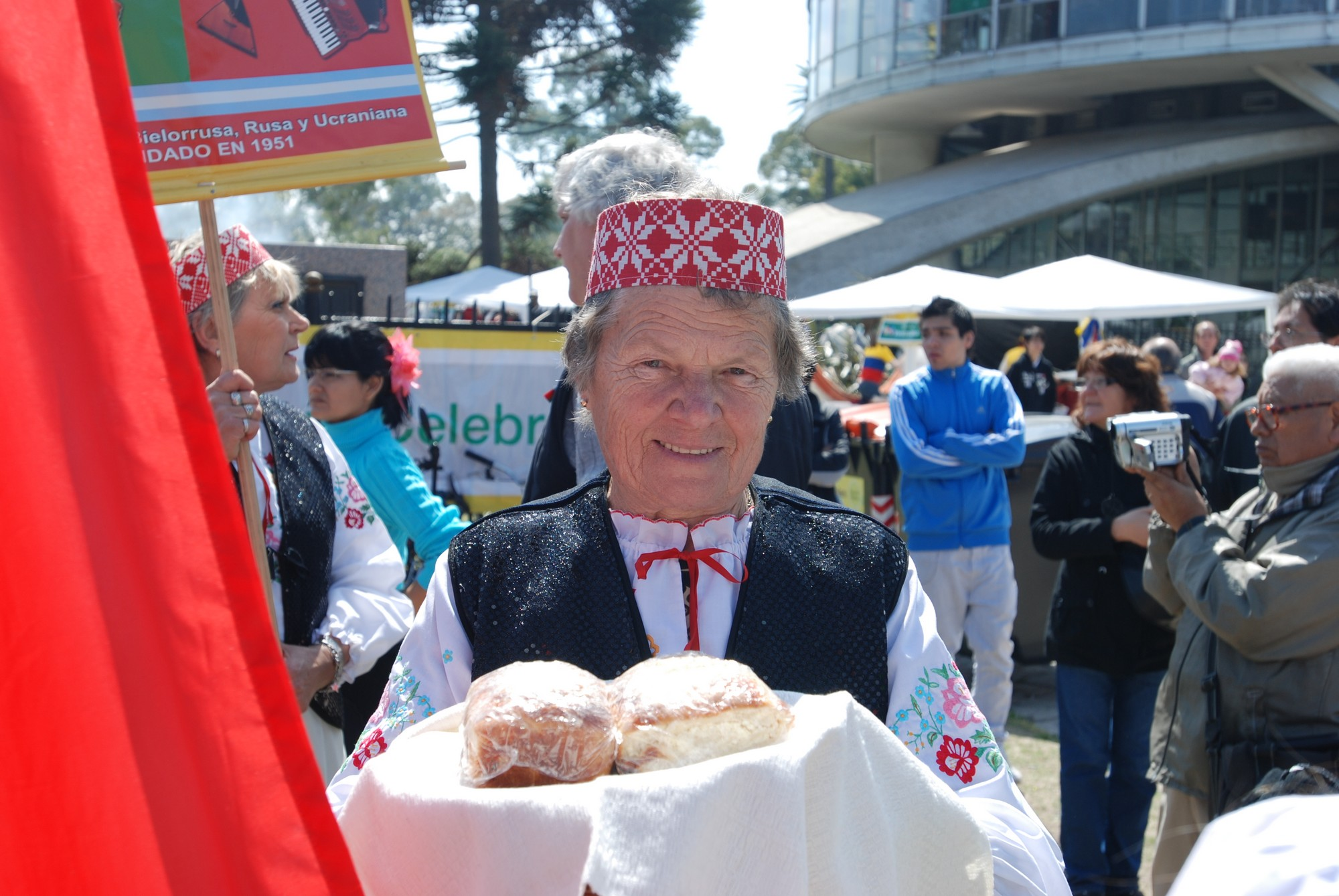
Colectividad bielorrusa, rusa y ucraniana (Club Cultural y Deportivo Vissarion G. Belinski) en la celebración del Día del Inmigrante en 2010 en Buenos Aires.

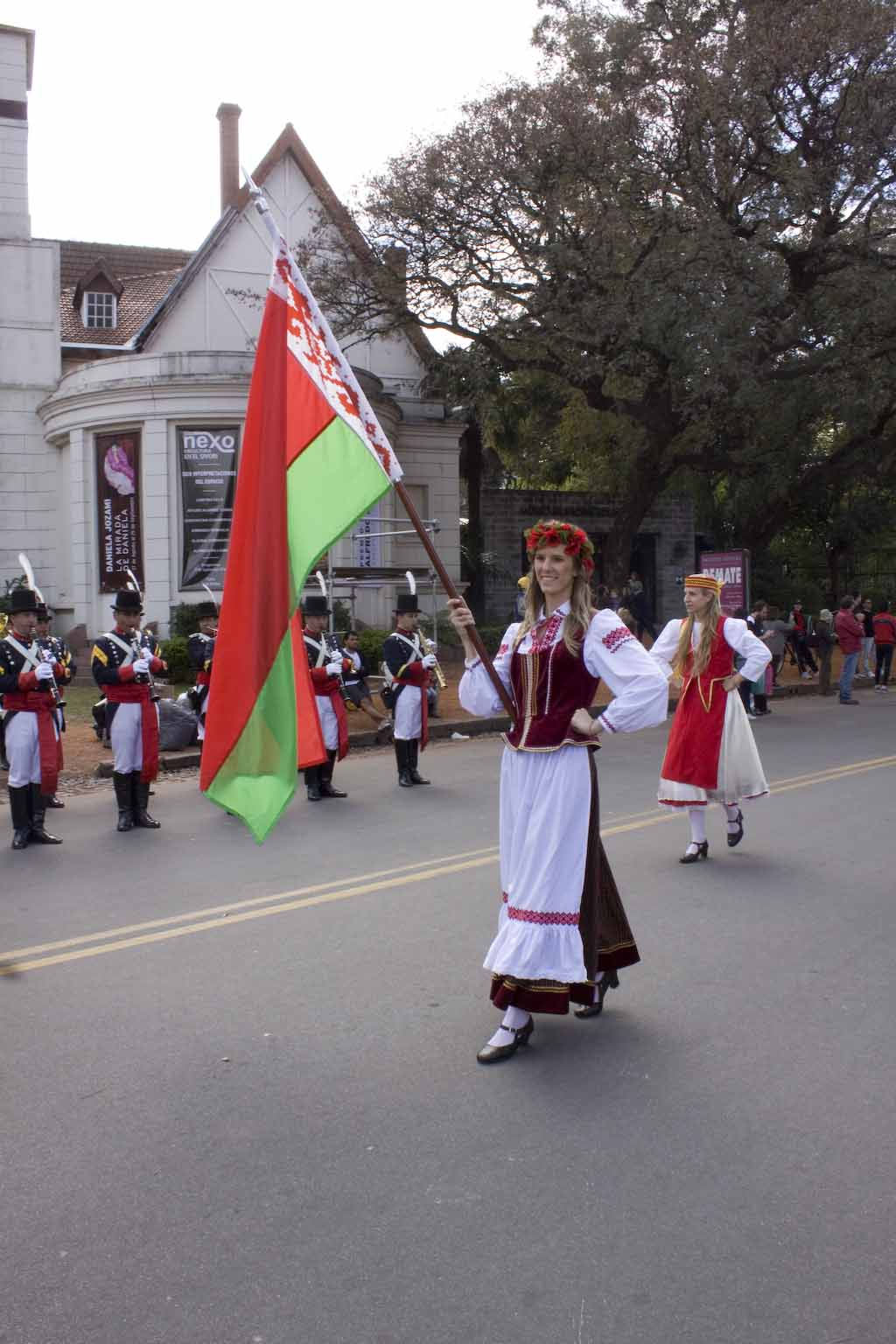
Mujer con la bandera de Bielorrusia en la celebración del Día del Inmigrante en 2011 en Buenos Aires.

La colectividad de Berisso participa cada año en la Fiesta Provincial del Inmigrante; los bielorrusos de Chubut participan en la Fiesta de las Comunidades Extranjeras de Comodoro Rivadavia en la "Colectividad Estados Independientes ex-Soviéticos" (junto a descendientes rusos, ucranianos y lituanos), los de Rosario (dentro de la Asociación Biblioteca Cultural Rusa Alejandro Pushkin, junto a descendientes rusos y ucranianos) en el Encuentro y Fiesta Nacional de Colectividades y algunos en la colectividad rusa de Oberá en la Fiesta Nacional del Inmigrante en Misiones.
Algunos de sus clubes deportivos culturales y sociedades culturales (donde tratan de preservar la cultura eslava junto con descendientes de ucranios y rusos) son “Vissarion G. Belinski”, “Dnipro” (Lavallol), “Vladimir Maiakovski” (Bernal), “Ostrovski” (Villa Caraza), “Vostok” (Berisso), “Aurora” (Mar del Plata), Centro de la Cultura Belarusa “Kastus Kalinouski” (Llavallol), “Maximo Gorki” (Valentín Alsina) e “Ivan Franco” (Santa Fe).